# Ruch na rzecz Jedności i Dżihadu w Afryce Zachodniej

Flaga dżihadystów

Ruch na rzecz Jedności i Dżihadu w Afryce Zachodniej (MUJAO, MOJWA) – organizacja islamistyczna, która wydzieliła się z Al-Ka’idy Islamskiego Magrebu (AQIM) w październiku 2011.
Organizacja jako siatka Al-Ka’idy, za cel postawiła sobie szerzenie dżihadu w państwach Afryki Zachodniej, gdzie wpływy Al-Ka’idy Islamskiego Maghrebu nie sięgały. Pierwszym działaniem ugrupowania było uprowadzenie trojga pracowników humanitarnych (w tym dwóch kobiet) w Saharze Zachodniej. Swoje pierwsze oświadczenie na taśmie video organizacja wydała 12 grudnia 2011. Członkowie organizacji przedstawili swoje cele, jednak zasięg ugrupowania ograniczył się do Azawadu i południowej Algierii. Na funkcjonowanie ugrupowania w dużej mierze wpłynęła wojna domowa w Libii w czasie której i po upadku Muammara al-Kaddafiego, tamtejszego przywódcy, islamiści wykradali broń z arsenałów i magazynów, która następnie była użytkowana na terenach pustynnych.
W zakładanej ideologii powoływano się na Usamę ibn Ladina, mułłę Omara, a także zachodnioafrykańskie postaci historyczne. Dowódcą organizacji został Hamada Ould Mohamed Kheirou, który przemawiał w języku hausa i języku angielskim.
W 2012 Rada Bezpieczeństwa ONZ nałożyła na MUJAO sankcje, oskarżając ją o sojusz z AQIM.
Ruch na rzecz Jedności i Dżihadu w Afryce Zachodniej w marcu 2012 przyłączył się do tuareskiego Narodowego Ruchu Wyzwolenia Azawadu (MNLA) i islamistycznych ugrupowań (Al-Ka’ida Islamskiego Maghrebu i Ansar ad-Din), które walczyły w Mali z siłami rządowymi podczas powstania Tuaregów. Jednak islamiści, w przeciwieństwie do MNLA nie walczyli o niepodległość Azawadu, gdyż ich celem było ustanowienie prawa szariatu w Mali. Podczas powstania, po raz pierwszy bojownicy MUJAO pojawili się na terytorium Mali w trakcie bitwy o Gao 31 marca 2012, które wpadło w ich ręce. MUJAO z pozostałymi ugrupowaniami fundamentalistów islamskich zakwestionowało deklarację niepodległości Azawadu przez MNLA, co miało miejsce się 6 kwietnia 2012.
9 kwietnia 2012 Ruch na rzecz Jedności i Dżihadu w Afryce Zachodniej porwał w Gao siedmiu algierskich dyplomatów. Sześciu z dyplomatów zostało uwolnionych, jednak jeden z nich – wicekonsul Tahar Touati – został zabity 1 września 2012.
W czerwcu 2012 pokonali Narodowy Ruch Wyzwolenia Azawadu, przejmując kontrolę wraz z innymi islamskimi organizacjami kontrolę nad Azawadem, ustanawiając tam prawo szariatu. 1 września 2012 Ruch na rzecz Jedności i Dżihadu w Afryce Zachodniej przejął kontrolę nad miastem Douentza, które leży u południowych bram Azawadu. 19 listopada 2012 MUJAO i Al-Ka’ida Islamskiego Maghrebu przejęły z rąk MNLA miasto Ménaka na południowym wschodzie Azawadu. 20 listopada 2012 ugrupowanie na granicy mauretańsko-senegalskiej w mieście Dima uprowadziło Francuza Gilberto Rodrigueza-Leala. O jego egzekucji poinformowano 22 kwietnia 2014.
MUJAO wzięło udział podczas bitwy o Konnę, zajmując miasto 10 stycznia 2013. Dzień później doszło do interwencji wojsk francuskich w wyniku czego islamiści utracili kontrolę nad miastem. W kolejnych miesiącach ugrupowanie podobnie jak jego sprzymierzeńcy, zostali spacyfikowani podczas francuskiej operacji reagowania militarnego.
Ruch na rzecz Jedności i Dżihadu w Afryce Zachodniej współpracował Zamaskowany Batalion z którą w sierpniu 2013 ogłoszono fuzję powołując do życia organizację Al-Murabiton. Nowo utworzona grupa ekstremistów stanowiła oprócz AQIM największe zagrożenie dla interesów USA i państw zachodnich w Sahelu.
Podczas trwającej w dniach 4–5 marca 2014 operacji antyterrorystycznej w regionie Kidal lotnictwo francuskie wyeliminowało dowódcę MUJAO – Umara Ulda Hamahę. Za głowę Hamahy oferowano wcześniej 3 mln dolarów.